# Heka Maya Sari
Heka Maya Sari – indonezyjska zapaśniczka w stylu wolnym.
Srebrny medalista igrzysk Azji Południowo-Wschodniej w 2013 roku.